# 長谷口町
長谷口町（はせぐちちょう）は、愛知県瀬戸市東名連区の町名。丁番を持たない単独町名である。

## 地理
- 瀬戸市の東部に位置する[8]。西を八王子町・窯元町、北を針原町・岩屋町、東を中白坂町、南を西白坂町・白坂町と隣接している[8]。
- 長谷観音（八王子町）裏山の山地[8]。木ノ下川の堰堤は戦前に築かれたもので、人工湖長谷口池の湖畔には市児童遊園ねむの森がある[8]。

### 河川
- 木ノ下川（赤津川支流）[8] ： 町の南端、白坂町・八王子町との境界を西流している。
- 観音川（木ノ下川支流） ： 町の西部、窯元町との町境を南流している。

- 木ノ下川（長谷口町・八王子町境）

### 池沼
- 長谷口池 ： 町の南西部にある。木ノ下川を堰き止めてつくった人工池。
- 観音上池 ： 町の西部にある。

- 長谷口池

### 学区
市立小・中学校に通う場合、学区は以下の通りとなる。また、公立高等学校普通科に通う場合の学区は以下の通りとなる。
| 番・番地等 | 小学校                 | 中学校                 | 高等学校 |
| ---------- | ---------------------- | ---------------------- | -------- |
| 全域       | 瀬戸市立にじの丘小学校 | 瀬戸市立にじの丘中学校 | 尾張学区 |

## 歴史

### 町名の由来
町名設定の際、赤津村字北長谷口の字名から長谷口町にしたと推察される。

### 沿革
- 1943年（昭和18年）8月9日 - 瀬戸市大字赤津字北長谷口の一部により、同市長谷口町として成立[11]。

## 世帯数と人口
2025年（令和7年）2月1日現在の世帯数と人口は以下の通りである。
| 町丁     | 世帯数 | 人口 |
| -------- | ------ | ---- |
| 長谷口町 | 0世帯  | 0人  |

### 人口の変遷
国勢調査による人口の推移
| 1995年（平成7年）  | 0人 | [ 12 ] |  |
| 2000年（平成12年） | 0人 | [ 13 ] |  |
| 2005年（平成17年） | 0人 | [ 14 ] |  |
| 2010年（平成22年） | 0人 | [ 15 ] |  |
| 2015年（平成27年） | 0人 | [ 16 ] |  |
| 2020年（令和2年）  | 0人 | [ 17 ] |  |

### 世帯数の変遷
国勢調査による世帯数の推移。
| 1995年（平成7年）  | 0世帯 | [ 12 ] |  |
| 2000年（平成12年） | 0世帯 | [ 13 ] |  |
| 2005年（平成17年） | 0世帯 | [ 14 ] |  |
| 2010年（平成22年） | 0世帯 | [ 15 ] |  |
| 2015年（平成27年） | 0世帯 | [ 16 ] |  |
| 2020年（令和2年）  | 0世帯 | [ 17 ] |  |

## 交通

### 鉄道
町内に鉄道は走っていない。最寄り駅は名鉄瀬戸線尾張瀬戸駅になる。

### バス
町内にバスは走っていない。最寄りのバス停は、名鉄バス「本地ヶ原線」【10】系統、同「東山線」【11】【12】系統の赤津バス停になる。

### 道路
東海環状自動車道 ： 町の西部を南北に通っている。

## 施設
- 自然児童遊園 ねむの森 ： 1976年（昭和51年）5月に開設。児童が自然に親しみ、野外活動を通じて、創造性に富んだ豊かな人間性を養うことを目的としてつくられた施設[18]。
- 長谷口遺跡 ： 縄文時代早期から近世末にいたる遺構群[19]。

- 自然児童遊園 ねむの森

## その他

### 日本郵便
- 郵便番号 ： 489-0012[6]（集配局：瀬戸郵便局[20]）。